# TV 컬투쇼
《TV 컬투쇼》는 SBS E!에서 2009년 11월 9일부터 2012년 12월 31일까지 방송된 "두시탈출 컬투쇼"의 라디오 실황 TV판 프로그램이다.

## 코너
- 모시는 사연
- 사연 진품명품
- 특선 라이브
- 시청각 교실
- 행운의 전화 여행가세요
- 컬투 오락관
- 오늘의 뻐꾸기
- 스타와 토킹 어바웃
- 컬투쇼 사연에 미친 데이